# 清水ひろたか
清水 ひろたか（しみず - 、1968年10月15日 - ）は、日本の男性ギタリスト、ベーシスト、シンガーソングライター、編曲家、音楽プロデューサー、レコーディング・エンジニア。ブリッジの元メンバー。本名同じ。長野県出身。

## 主な経歴
カジヒデキ、大橋伸行らと1989年ネオアコバンド「ブリッジ」結成。楽曲制作、ギター、曲によってはボーカルを担当する。
1992年 小山田圭吾が日英の交流場として作り上げたレーベル『トラットリア』よりデビュー。ブリッジとして3枚のスタジオ・アルバム、4枚のマキシ・シングルなどを残す。
1997年 シングル「Weeps」でMCAビクターからソロ・デビュー。
1998年 シングル「僕の自転車」をリリース。
1999年 清水自身はボーカル・ギターを担当し、名越由貴夫（ギター）、あらきゆうこ（ドラム）とともに実験的ロックバンドash-ray（アシュ・レイ）を結成。
2003年 Charaのアルバム「夜明けまえ」をあらきゆうこ、ホッピー神山らとプロデュース。あらきゆうこのソロプロジェクト「mi-gu」のプロデュース。commmonsよりリリース。
2006年 mi-guの2ndアルバム「from space」を小山田圭吾、名越由貴夫らとレコーディング、プロデュース。
小山田圭吾のTHE CORNELIUS GROUPに参加し、小山田圭吾（Vo&G）、堀江博久（Key&G）、清水ひろたか（B）、あらきゆうこ（Dr）のメンバーで日本国内を含むワールドツアーでも演奏。
2009年 ジョン・レノンの妻 オノ・ヨーコを中心としたプラスティック・オノ・バンドの『BETWEEN MY HEAD AND THE SKY』にギタリストとして参加しレコーディング。ニュー・アルバムのレコーディングにも引き続き参加。坂本龍一のアルバム、アウト・オブ・ノイズに参加。
2011年 本田ゆか、ペトラ・ヘイデン、ウィーザー、グリーン・デイ、The Decemberists、Bill Frisellなどの作品にも参加）、デヴィッド・バーンらとバンド「IF BY YES」として1st「SALT ON SEA GLASS」（ホンダ・フリードのCM曲「FREE」を収録）をショーン・レノン主宰Chimera Musicより発表。この年、サウス・バイ・サウスウエストで3日間連続ライブパフォーマンス。
2012年 マイク・ワットと共作し63曲入りの『Spielgusher』を制作。この作品は後に、ジョシュ・クリングホッファー、ドット・ハッカーなどもリリースしているOrg Musicより販売。
2013年 ”清水ひろたか”名義としてアルバム『3579』をRallye Labelから発表。参加ミュージシャンはU-zhaan、細海魚、Robin Dupuy、宮川剛、あらきゆうこ、斉藤シンヤ(EA)。ゲストボーカルはマイカ・ルブテ。
2014年 ネルス・クライン、マイク・ワット（ザ・ストゥージズ）、あらきゆうことともに「BROTHER'S SISTER'S DAUGHTER」としても活動。1stアルバム「BSD」をリリース。
2024年9月11日『Eclipse EP』リリース。プロデューサーに本田ゆか (ex. Cibo Matto、Eucademix ) を迎え、ショーン・レノン作詞、清水ひろたか作曲の共作『Eclipse』が表題曲。メイン・ボーカルはショーン・レノン。参加ミュージシャンは、ショーン・レノン ( Vo & Bass )、本田ゆか ( Key )、あらきゆうこ ( Dr )、ネルス・クライン ( Gt )、マイカ・ルブテ ( B.Vo )、coba ( Accordion )。レコーディングはNY州にあるレノン家のスタジオで行われた。EPにはボーナス・トラックとして清水が若干20歳の頃にカセットテープ 4 トラックMTRで録音したジョン・レノンのカバー曲、1989 年録音の貴重な『Remember』も収録されている。
他にも、NHK Eテレ『commmons: schola（コモンズ・スコラ）』にて坂本龍一、細野晴臣らと共演。カヒミ・カリイのプロデュース、ルー・リードのバンドでの演奏、NIKIIEの「*(NOTES)」のプロデュース・レコーディング、綾瀬はるかの「なんとなく、晴れ」の作曲などに携わる。レミオロメン、BONNIE PINK、My Little Lover、岡本真夜、いきものがかり、Cymbals、遊佐未森のレコーディングにギタリスト、ベーシストとして参加。2015年 YEN TOWN BAND、Lily Chou-Chou、GREAT3、ミナクマリのライブサポートや多数のアーティストのレコーディング・エンジニア、ツアーを回っている。

## 作品

### シングル
|     | 発売日         | タイトル         | 規格    | 規格品番  | 初収録アルバム          |
| --- | -------------- | ---------------- | ------- | --------- | ----------------------- |
| 1st | 1997年5月21日  | Weeps            | 12cm CD | MVCH-9001 | 風のゆくえ〜Blow Wind〜 |
| 2nd | 1997年8月21日  | 太陽が似合う場所 | 8cm CD  | MVCH-9002 | 風のゆくえ〜Blow Wind〜 |
| 3rd | 1998年2月21日  | Remember         | 12cm CD | MVCH-9003 | 未公表                  |
| 4th | 1998年9月23日  | 僕の自転車       | 12cm CD | MVCH-9007 | 未公表                  |
| 5th | 1998年11月21日 | Melody           | 12cm CD | MVCH-9009 | 未公表                  |
| 6th | 2024年9月11日  | Eclipse EP       | 12cm CD | GMS-010   |                         |

### オリジナルアルバム
|     | 発売日        | タイトル                | 規格 | 規格品番   |
| --- | ------------- | ----------------------- | ---- | ---------- |
| 1st | 1997年9月22日 | 風のゆくえ〜Blow Wind〜 | CD   | MVCH-29005 |
| 2nd | 2013年4月24日 | 3579                    | CD   | RYECD-153  |

## 提供楽曲
- 猫沢エミ
  - ROBOT（編曲）
- bice
  - Still Life（共編曲）
- heaco
  - Marriage Ring（作曲・編曲）
  - Don’t Cry MaMa（作曲・編曲）
- BONNIE PINK
  - The Last thing I Can Do（共編曲）
- 遊佐未森
  - See you in Spring（編曲）
  - life in the tree house（編曲）
- Something ELse
  - !（Coooool Ver.）（編曲）
- 勝野慎子
  - 17才（共編曲）
- 及川光博
  - 流星（作曲）
- 山下久美子
  - スリープ（作曲）
- 綾瀬はるか
  - なんとなく、晴れ（作曲・編曲）
- INFINITE
  - TO-RA-WA（共作詞）
  - BTD（Before The Dawn）（共作詞）
- 鈴木桃子
  - 星と海のワルツ（作曲・編曲）

## タイアップ一覧
| 年     | 楽曲             | タイアップ先                                             |
| ------ | ---------------- | -------------------------------------------------------- |
| 1997年 | 太陽が似合う場所 | フジテレビ系列バラエティ番組『来来圏』オープニングテーマ |
| 1998年 | 僕の自転車       | テレビ朝日系列バラエティ番組『リングの魂』テーマソング   |

## IF BY YES

### 参加アーティスト
- ペトラ・ヘイデン
- 本田ゆか
- 清水ひろたか
- あらきゆうこ
- デヴィッド・バーン
- 小山田圭吾等

### ディスコグラフィー

#### アルバム
- SALT ON SEA GLASS（2011年3月2日、インディーズ）

## ash-ray

### メンバー
- Vocal/Guitar 清水ひろたか
- Guitar 名越由貴夫
- Drums あらきゆうこ

### ディスコグラフィー
1 「NOTHING'S GONNA CHANGE MY WAY」

1.STRAWBERRY
2.NOTHING'S GONNA CHANGE MY WAY
3.そばにいる（初回盤限定ボーナス・トラック）

## Brother's Sister's Daughter

### メンバー
- Guitar ネルス・クライン・清水ひろたか
- Bass マイク・ワット（[[[ザ・ストゥージズ]]）
- Drums あらきゆうこ

### ディスコグラフィー

#### アルバム
- BSD（2014年10月15日）